# 乔登江
乔登江（1928年3月8日—2015年5月8日），江苏高邮人，中华人民共和国核物理学家、核技术应用专家，中国核爆炸理论、应用与抗核辐射加固技术研究的开创者。曾任基地科技委副主任兼研究所科技委主任等职。

## 生平
1997年当选为中国工程院院士。
2015年5月8日，在上海病逝，享年87岁。